# Трифонов, Слави
Станисла́в То́доров (Слави) Три́фонов (болг. Станислав Тодоров Трифонов род. 18 октября 1966, Плевен) — болгарский певец, телеведущий и политический деятель. Основатель партии «Есть такой народ», набравшей 23,78 % голосов на парламентских выборах в Болгарии в июле 2021 года и занявшей первое место, создатель и фронтмен музыкальной группы «Ку-Ку Бенд», владелец телеканала 7/8 TV.

## Биография

### Ранние годы
Родился 18 октября 1966 года в городе Плевен. Его отец происходил из села Горна-Митрополия и был младшим ребёнком семье; мать, Здравка, провела своё детство в Тодорово. Родители воспитывали сына в строгости и старались делать акцент на его образовании. Сам Слави, однако, описывает своё детство как один из самых печальных периодов его жизни: тогда у него практически не было друзей и он совсем себя не любил; единственным близким человеком мальчика была его старшая сестра Петя. Образование ребята получили хорошее, они оба учились на хорошие оценки. В раннем возрасте Слави даже стал старостой класса, однако, впрочем, оставался очень закрытым человеком, часто дрался и подвергался издевательствам со стороны сверстников. Большую часть свободного времени он любил проводить за книгами.
В детстве Слави также был принят в музыкальное училище; там его заметило партийное руководство и предложило стать комсомольским секретарём, на что мальчик ответил согласием. В конце первого учебного года его отправили в пионерский лагерь на территории парка «Кайлык», где он, хоть и оставался закрытым человеком и чувствовал себя довольно неловко, принял решение поучаствовать в «вечере талантов», на котором были представлены различные отряды. Озвучив несколько заученных анекдотов, Слави, к своему удивлению, сыскал положительную реакцию среди отдыхающих: его даже вызвали его на бис. Сам телеведущий определяет этот момент как переломный в его жизни, ведь именно тогда ему открылись чувства и жизнь окружающих, что впоследствии позволило добиться успеха.
Слави Трифонов окончил сначала музыкальное училище по классу альта, а затем и Болгарскую государственную консерваторию в Софии.

### Музыкальная карьера
Начиная с 1993 года, Слави Трифонов совместно со своей группой «Ку-Ку Бенд» выпустил двадцать два альбома и более трёхсот песен. Много гастролировал по стране, совершил тур по США и Канаде в 2010 году, выступал и в Западной Европе. Удерживает рекорд среди болгарских исполнителей по числу зрителей на концерте: 25 сентября 2015 года его выступление на стадионе «Васил Левски» посетили около 70 000 человек. Имеет множество дуэтов, в том числе с греческой исполнительницей Еленой Папаризу, в 2005 году победившей на международном песенном конкурсе «Евровидение».
В том же году попытался представить Болгарию на конкурсе и Слави. В дуэте с Софи Мариновой он должен был исполнить песню «Единствени», однако, когда дошла их очередь выступать на сцене, исполнитель отказался петь и выступил с эмоциональной речью касательно накрутки голосов за их главных конкурентов на национальном отборе — группу «Kaffe». По заявлению Слави, со ста SIM-карт за них было отдано не менее 60 000 голосов, и вся эта операция обошлась злоумышленникам в 50 000 левов.

### Политическая карьера
После участия актёрского состава шоу «Каналето» в протестах против правительства болгарского премьер-министра Жана Виденова, при котором страна оказалась в состоянии гиперинфляции, на протяжении долгого времени Слави Трифонов излагал свою гражданскую позицию относительно актуальных вопросов в Болгарии в эфире телепередачи «Шоуто на Слави».
В 2015 году он стал главой инициативной группы по проведению референдума касательно политической системы страны, состоящего из шести вопросов. В комитет, кроме того, вошёл ряд сценаристов программы «Шоуто на Слави». Впоследствии вопросы на референдуме ввиду соответствующего решения ЦИК Болгарии были сокращены вдвое, а сам он состоялся 6 ноября 2016 года. Его итоги, однако, так и не были приняты в связи с непрохождением необходимого порога явки на голосование.

## Дискография
| - Ръгай чушки в боба (1993) - Шат на патката главата (1994) - Рома ТВ (1994) - Жълта книжка (1995) - Хъшове (1996) - Каналето — The best (1997) - Едно ферари с цвят червен (1997) - Франция, здравей (1998) - Девети трагичен (1998) - Вавилон (1998—1999) - Няма не искам (1999) - Часът на бенда (2000) - Новите варвари (2001) - The best (2002) - Vox populi (2002) - Prima патриот (2004) - И оркестъра да свири (2005) - Ние продължаваме (2007) - No Mercy (2008) - Македония (2010) - Един от многото (2012) - Има такъв народ (2017) - Песни за българи (2018) |

## Видеоклипы
| Год  | Клип                            | Альбом                    |
| ---- | ------------------------------- | ------------------------- |
| 1994 | «Дулсинея»                      | Шат на патката главата    |
| 1994 | «Шъ та праа да умиргаш»         | Шат на патката главата    |
| 1994 | «Шат на патката главата»        | Шат на патката главата    |
| 1994 | «Тупан текно»                   | Шат на патката главата    |
| 1994 | «Рокендрол на падашите бабички» | Шат на патката главата    |
| 1996 | «Гергьовден»                    | Рома ТВ                   |
| 1996 | «Тайсън кючек»                  | Хъшове                    |
| 1997 | «Едно ферари с цвят червен»     | Едно ферари с цвят червен |
| 1998 | «Студио Хъ»                     | Девети трагичен           |
| 1999 | «Не ме моли»                    | Няма не искам             |
| 1999 | «Няма не искам»                 | Няма не искам             |
| 1999 | «Сафари»                        | Няма не искам             |
| 2000 | «Ела, ела»                      | Часът на бенда            |
| 2000 | «Стоп! Забрави за правилата»    | Часът на бенда            |
| 2001 | «Бедните не могат да скачат»    | Новите варвари            |
| 2001 | «Жива рана»                     | Новите варвари            |
| 2002 | «Йовано, Йованке»               | Vox populi                |
| 2002 | «Реквием за една мръсница»      | Vox populi                |
| 2002 | «Funk Off»                      | Vox populi                |
| 2003 | «Why»                           | без альбома               |
| 2004 | «Не, не и не»                   | Prima патриот             |
| 2004 | «Bolero»                        | Prima патриот             |
| 2004 | «Вечерай Радо»                  | Prima патриот             |
| 2005 | «Йордановден»                   | И оркестъра да свири      |
| 2005 | «Единствени»                    | И оркестъра да свири      |
| 2005 | «И без теб»                     | И оркестъра да свири      |
| 2005 | «100 SMS-а»                     | И оркестъра да свири      |
| 2006 | «Само мен»                      | Ние продължаваме          |
| 2007 | «Любовта е отрова»              | Ние продължаваме          |
| 2007 | «Нещо лично»                    | Ние продължаваме          |
| 2007 | «Жестока»                       | Ние продължаваме          |
| 2007 | «Едно ченге»                    | Ние продължаваме          |
| 2007 | «Кажи на майка си»              | Ние продължаваме          |
| 2008 | «Малко сръбско»                 | No Mercy                  |
| 2008 | «Минах ли те»                   | No Mercy                  |
| 2008 | «No Mercy»                      | No Mercy                  |
| 2009 | «Дявол»                         | No Mercy                  |
| 2009 | «Не, Мария»                     | No Mercy                  |
| 2010 | «По ръба»                       | Един от многото           |
| 2010 | «Нема такава държава»           | без альбома               |
| 2010 | «Пружината»                     | Един от многото           |
| 2011 | «Море сокол пие»                | Македония                 |
| 2012 | «Да, да да»                     | без альбома               |
| 2012 | «Куче и котка»                  | Един от многото           |
| 2012 | «Ти си»                         | Един от многото           |
| 2012 | «Нирвана кючек»                 | Един от многото           |
| 2012 | «Един от многото»               | Един от многото           |
| 2012 | «Време за глупости»             | Един от многото           |
| 2016 | «Бягай»                         | Има такъв народ           |
| 2016 | «No Mercy»                      | No Mercy                  |
| 2016 | «Аз съм твоят мъж»              | Има такъв народ           |
| 2016 | «Вярвам в чудеса»               | Има такъв народ           |
| 2017 | «Тя»                            | Има такъв народ           |
| 2017 | «Господ ни обича»               | без альбома               |
| 2017 | «Лош човек с добри намерения»   | без альбома               |
| 2018 | «Гледай как се прави»           | без альбома               |
| 2018 | «Затова»                        | без альбома               |
| 2018 | «Eдно Ферари модел 2019»        | без альбома               |
| 2019 | «Краят на света»                | без альбома               |
| 2019 | «Едно ми е такова»              | без альбома               |
| 2020 | «Заедно»                        | без альбома               |
| 2020 | «Вечерай Радо»                  | без альбома               |
| 2020 | «Ти си»                         | Един от многото           |
| 2021 | «Изкушение»                     | без альбома               |